# Carlos Anaya
Pour les articles homonymes, voir Anaya.
Carlos Anaya y López Camelo (né à San Pedro en 1777 et mort à Montevideo en 1862) est un homme d'État, militaire et historien uruguayen.

## Biographie
Né en Argentine, il s'installe en Uruguay en 1797. Il est sénateur de 1832 à 1838 et président de la République par intérim du 24 octobre 1834 au 1er mars 1835. Il soutient par la suite la politique de son successeur Manuel Oribe. Il a écrit ses mémoires,.